# Canton d'Andernos-les-Bains
Le canton d'Andernos-les-Bains est une circonscription électorale française du département de la Gironde créée par le décret du 20 février 2014 et entrée en vigueur lors des élections départementales de 2015.

## Histoire
Un nouveau découpage territorial de la Gironde (département) entre en vigueur à l'occasion des premières élections départementales suivant le décret du 20 février 2014. Les conseillers départementaux sont, à compter de ces élections, élus au scrutin majoritaire binominal mixte. Les électeurs de chaque canton élisent au Conseil départemental, nouvelle appellation du Conseil général, deux membres de sexe différent, qui se présentent en binôme de candidats. Les conseillers départementaux sont élus pour 6 ans au scrutin binominal majoritaire à deux tours, l'accès au second tour nécessitant 12,5 % des inscrits au 1er tour. En outre la totalité des conseillers départementaux est renouvelée. Ce nouveau mode de scrutin nécessite un redécoupage des cantons dont le nombre est divisé par deux avec arrondi à l'unité impaire supérieure si ce nombre n'est pas entier impair, assorti de conditions de seuils minimaux. Dans la Gironde, le nombre de cantons passe ainsi de 63 à 33.
Le nouveau canton d'Andernos-les-Bains est formé de communes de l'ancien canton d'Audenge (6 communes). Il est entièrement inclus dans l'arrondissement d'Arcachon. Le bureau centralisateur est situé à Andernos-les-Bains.

## Représentation
| Période élective | Période élective | Mandat | Mandat   | Identité                          | Nuance | Nuance | Qualité                                                |
| ---------------- | ---------------- | ------ | -------- | --------------------------------- | ------ | ------ | ------------------------------------------------------ |
| 2015             | 2021             | 2015   | 2021     | Marie Larrue                      |        | DVD    | Juriste Maire de Lanton                                |
| 2015             | 2021             | 2015   | 2021     | Jean-Guy Perrière                 |        | DVD    | Maire d'Arès (2001-2020)                               |
| 2021             | 2028             | 2021   | en cours | Philippe Le Harivel de Gonneville |        | DVD    | Docteur en Chirurgie-Dentaire Maire de Lège-Cap-Ferret |
| 2021             | 2028             | 2021   | en cours | Marie Larrue                      |        | DVD    | Maire de Lanton                                        |

### Résultats détaillés

#### Élections de mars 2015
À l'issue du 1er tour des élections départementales de 2015, deux binômes sont en ballottage : Marie Larrue et Jean-Guy Perriere (Union de la Droite, 43,87 %) et Marc Lusignan et Claire Sombrun (Union de la Gauche, 25,33 %). Le taux de participation est de 50,98 % (21 470 votants sur 42 112 inscrits) contre 50,54 % au niveau départemental et 50,17 % au niveau national.
Au second tour, Marie Larrue et Jean-Guy Perriere (Union de la Droite) sont élus avec 63,95 % des suffrages exprimés et un taux de participation de 49,24 % (11 945 voix pour 20 736 votants et 42 112 inscrits).

#### Élections de juin 2021
Le premier tour des élections départementales de 2021 est marqué par un très faible taux de participation (33,26 % au niveau national). Dans le canton d'Andernos-les-Bains, ce taux de participation est de 32,68 % (15 289 votants sur 46 780 inscrits) contre 33,41 % au niveau départemental. À l'issue de ce premier tour, deux binômes sont en ballottage : Philippe de Gonneville et Marie Larrue (DVD, 31,72 %) et Monique Gouy et Philippe Lespaux (RN, 19,39 %).
Le second tour des élections est marqué une nouvelle fois par une abstention massive équivalente au premier tour. Les taux de participation sont de 34,36 % au niveau national, 33,6 % dans le département et 34,2 % dans le canton d'Andernos-les-Bains. Philippe de Gonneville et Marie Larrue (DVD) sont élus avec 72,59 % des suffrages exprimés (10 012 voix pour 16 001 votants et 46 784 inscrits),,.

## Composition
Le nouveau canton d'Andernos-les-Bains comprend six communes entières.
| Nom                                        | Code Insee | Intercommunalité             | Superficie (km2) | Population (dernière pop. légale) | Densité (hab./km2) | Modifier                                    |
| ------------------------------------------ | ---------- | ---------------------------- | ---------------- | --------------------------------- | ------------------ | ------------------------------------------- |
| Andernos-les-Bains (bureau centralisateur) | 33005      | CA du Bassin d'Arcachon Nord | 20,01            | 12 614 (2022)                     | 630                | modifier les données · modifier les données |
| Arès                                       | 33011      | CA du Bassin d'Arcachon Nord | 48,25            | 6 477 (2022)                      | 134                | modifier les données · modifier les données |
| Audenge                                    | 33019      | CA du Bassin d'Arcachon Nord | 82,09            | 9 550 (2022)                      | 116                | modifier les données · modifier les données |
| Biganos                                    | 33051      | CA du Bassin d'Arcachon Nord | 52,73            | 11 303 (2022)                     | 214                | modifier les données · modifier les données |
| Lanton                                     | 33229      | CA du Bassin d'Arcachon Nord | 136,19           | 7 315 (2022)                      | 54                 | modifier les données · modifier les données |
| Lège-Cap-Ferret                            | 33236      | CA du Bassin d'Arcachon Nord | 93,62            | 8 051 (2022)                      | 86                 | modifier les données · modifier les données |
| Canton d'Andernos-les-Bains                | 3301       |                              | 432,89           | 55 310 (2022)                     | 128                | modifier les données                        |

## Démographie
En 2022, le canton comptait 55 310 habitants, en évolution de +7,97 % par rapport à 2016 (Gironde : +6,91 %, France hors Mayotte : +2,11 %).
| 2013   | 2018   | 2022   |
| ------ | ------ | ------ |
| 48 905 | 53 174 | 55 310 |